# Salvador de Iturbide y Marzán
Don Salvador, principe di Iturbide, anche chiamato Salvador de Iturbide y Marzán (Città del Messico, 18 settembre 1849 – Ajaccio, 26 febbraio 1895), era nipote di Agustín de Iturbide, il primo imperatore del Messico indipendente e della sua consorte, l'Imperatrice Ana María.
Diventò il figlio adottivo, insieme con il cugino Agustín de Iturbide y Green, dell'altro unico capo di stato reale del Messico, l'Imperatore Massimiliano I e dell'Imperatrice Carlotta. Dopo la morte di Massimiliano suo cugino divenne Capo della Casa Imperiale del Messico, ma non ebbe figli. Le sue pretese passarono a sua figlia Maria Josepha Sophia de Itúrbide.

## Biografia

### Infanzia

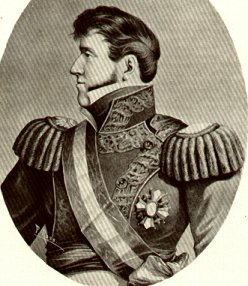
Agustín de Iturbide

Salvador de Iturbide y Marzán, nacque fra la nobiltà messicana, era figlio di Salvador de Iturbide y Huarte e di Rosario Marzan y Guisasola. Era uno dei nipoti dell'Imperatore Agustín I del Messico.

### Adozione

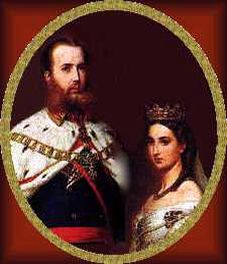
Massimiliano I del Messico e Carlotta del Belgio ritratti da Santiago Rebull

Fu adottato da Massimiliano I del Messico (13 settembre 1865) insieme con suo cugino, Agustín de Iturbide y Green, il Principe di Iturbide.

### Giovinezza

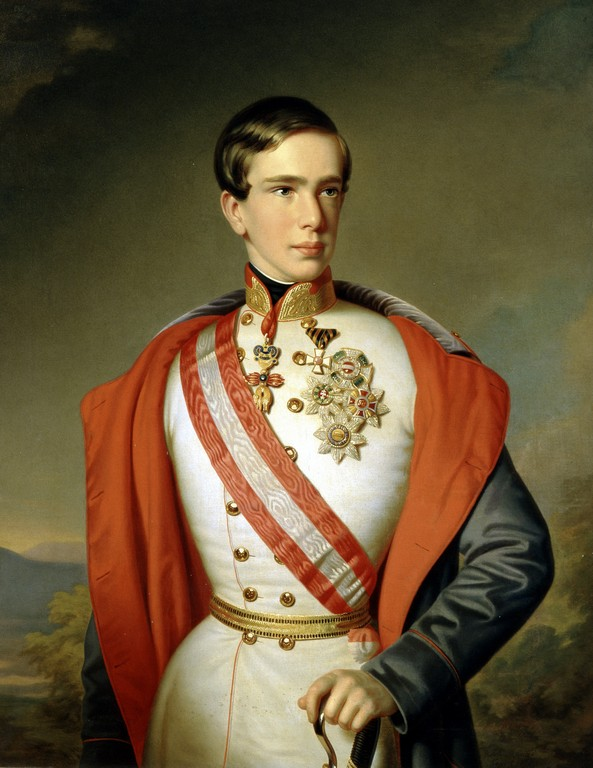
Francesco Giuseppe I d'Austria in un ritratto del 1851 ad opera di Johann Ranzi.

La sua madre adottiva, l'Imperatrice Carlotta lo mandò in Francia, dove visse a Parigi fino al 1867, quando si trasferì in Ungheria. Dopo aver chiesto il diritto alla pensione come erede al trono messicano, gliene fu assegnata una dall'Imperatore Francesco Giuseppe, fratello dell'Imperatore Massimiliano; Don Salvador periodicamente ne chiedeva un aumento.

### Matrimonio

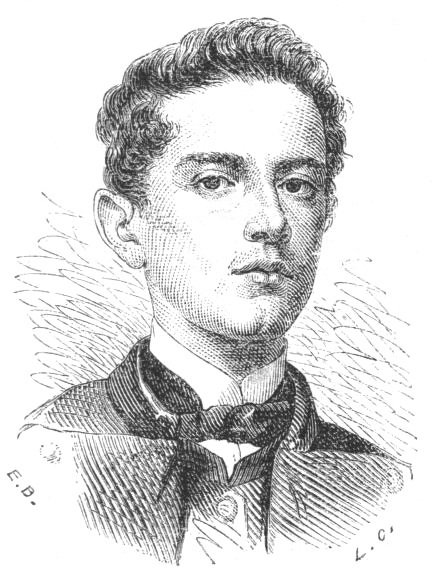
Il principe Salvador

A Vienna Itúrbide diventò amico di un giovane aristocratico ungherese, il Barone Gyula Gáspár Mikos de Taródhaza che era appena tornato da un lungo viaggio attraverso il Sud America. Itúrbide fu invitato nella tenuta della famiglia Mikos a Mikosdpuszta, dove fu presentato alla Baronessa Gizella Mikos de Taródhaza. Il 21 giugno 1871 Don Salvador e la Baronessa Gizella si sposarono nel Castello di Mikosdpuszta. Ebbero una figlia, Maria Josepha Sophia de Iturbide.
Dopo il matrimonio la coppia visse a Mikosdpuszta ma il proprietario della tenuta, il Barone János Mikos, fratello della Baronessa Gizella, seguiva uno stile di vita prodiga e dovette vendere il castello nel 1881. Itúrbide e sua moglie si trasferirono a Venezia, e vissero in un palazzo affittato dal Conte Zeno. In questo luogo, divenne un amico intimo di Carlos, Duca di Madrid, il pretendente carlista al trono spagnolo.
Attraverso sua figlia, Maria Josefa, è l'antenato dell'attuale pretendente al trono del Messico (e in base alla sua volontà), Maximilian von Götzen-Itúrbide.

### Morte

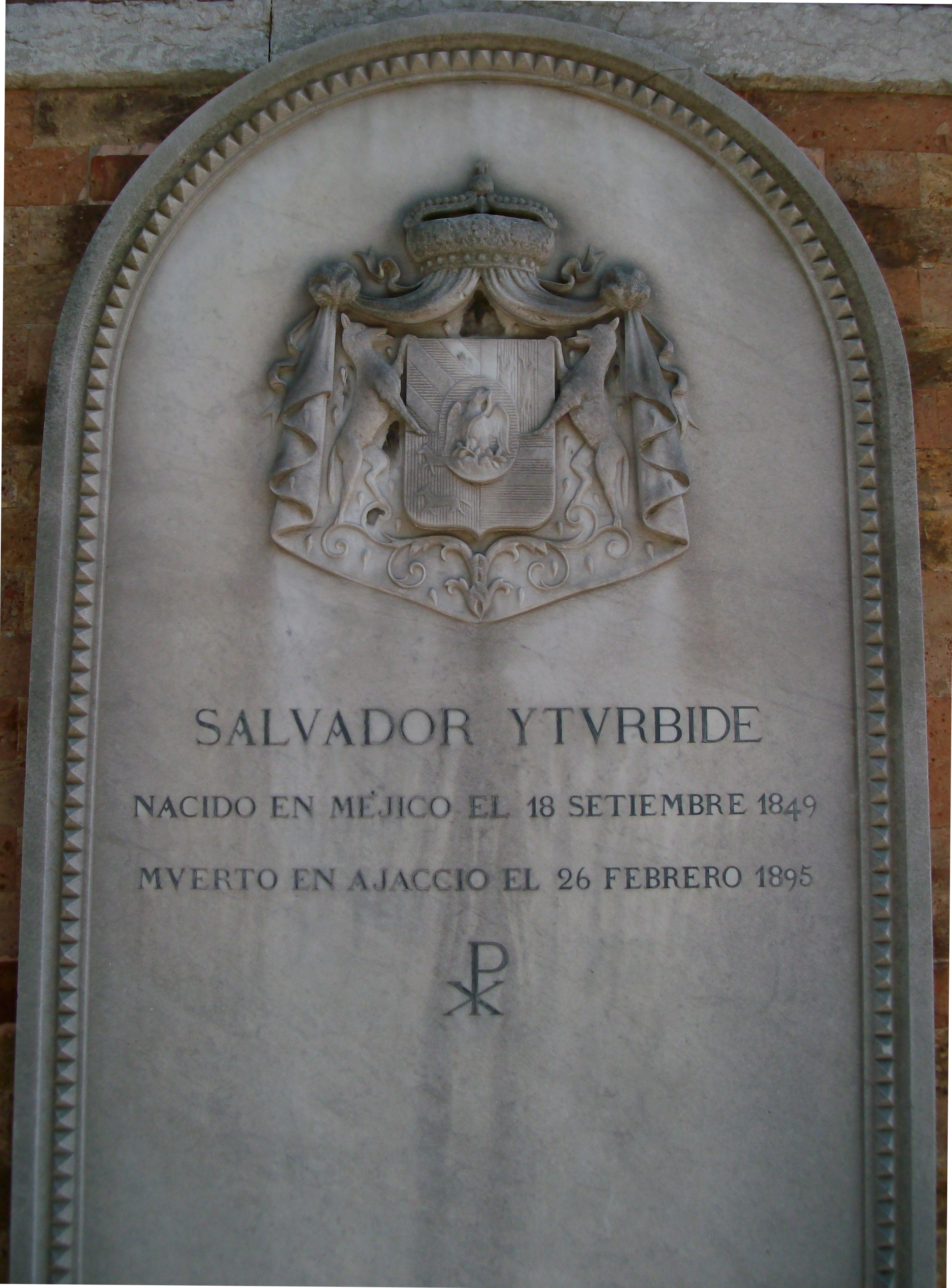
Memoriale a Salvador de Itúrbide y de Marzán sull'Isola di San Michele, Venezia

Fu un membro dell'Ordine Imperiale di Nostra Signora di Guadalupe.
Mentre visitava la Corsica, si ammalò e morì per la rottura dell'appendice.

## Ascendenza
|                                 |                 |                                                    | Genitori                                               |  |  | Nonni |  |  | Bisnonni                              |  |  | Trisnonni                                |  |
|                                 |                 |                                                    |                                                        |  |  |       |  |  | 8. Josè Joaquin de Iturbide y Arregui |  |  | 16. José de Iturbide y Álvarez de Eulate |  |
|                                 |                 |                                                    |                                                        |  |  |       |  |  | 8. Josè Joaquin de Iturbide y Arregui |  |  | 16. José de Iturbide y Álvarez de Eulate |  |
|                                 |                 | 17. María Josefa Arregui y Gaztelu                 |                                                        |  |  |       |  |  | 8. Josè Joaquin de Iturbide y Arregui |  |  |                                          |  |
| 4. Agustín de Iturbide          |                 |                                                    |                                                        |  |  |       |  |  | 8. Josè Joaquin de Iturbide y Arregui |  |  |                                          |  |
|                                 |                 | 9. Maria Josefa de Aramburu y Carrillo de Figueroa | 18. Sebastián Arambúru y Urdizibar                     |  |  |       |  |  |                                       |  |  |                                          |  |
|                                 |                 | 9. Maria Josefa de Aramburu y Carrillo de Figueroa | 18. Sebastián Arambúru y Urdizibar                     |  |  |       |  |  |                                       |  |  |                                          |  |
|                                 |                 | 9. Maria Josefa de Aramburu y Carrillo de Figueroa | 19. Micaela Nicolasa Carrillo de Figueroa y Villaseñor |  |  |       |  |  |                                       |  |  |                                          |  |
| 2. Ángel de Iturbide y Huarte   |                 | 9. Maria Josefa de Aramburu y Carrillo de Figueroa |                                                        |  |  |       |  |  |                                       |  |  |                                          |  |
|                                 |                 | 10. Isidro Huarte y Arrivillaga                    | 20. Juan Francisco Huarte e Iriarte                    |  |  |       |  |  |                                       |  |  |                                          |  |
|                                 |                 | 10. Isidro Huarte y Arrivillaga                    | 20. Juan Francisco Huarte e Iriarte                    |  |  |       |  |  |                                       |  |  |                                          |  |
|                                 |                 | 10. Isidro Huarte y Arrivillaga                    | 21. Agustina Antonia Arrivillaga y Minondo             |  |  |       |  |  |                                       |  |  |                                          |  |
| 5. Ana María de Huarte y Muñiz  |                 | 10. Isidro Huarte y Arrivillaga                    |                                                        |  |  |       |  |  |                                       |  |  |                                          |  |
|                                 |                 | 11. Ana Manuela Muñíz y Sánchez de Tagle           | 22. Manuel Muñiz y Peo                                 |  |  |       |  |  |                                       |  |  |                                          |  |
|                                 |                 | 11. Ana Manuela Muñíz y Sánchez de Tagle           | 22. Manuel Muñiz y Peo                                 |  |  |       |  |  |                                       |  |  |                                          |  |
|                                 |                 | 11. Ana Manuela Muñíz y Sánchez de Tagle           | 23. Isabel Sánchez de Tagle y Veydacar                 |  |  |       |  |  |                                       |  |  |                                          |  |
| 1. Salvador de Iturbide y Green |                 | 11. Ana Manuela Muñíz y Sánchez de Tagle           |                                                        |  |  |       |  |  |                                       |  |  |                                          |  |
|                                 | 12. Ralph Green | ...                                                |                                                        |  |  |       |  |  |                                       |  |  |                                          |  |
|                                 | 12. Ralph Green | ...                                                |                                                        |  |  |       |  |  |                                       |  |  |                                          |  |
|                                 | 12. Ralph Green | ...                                                |                                                        |  |  |       |  |  |                                       |  |  |                                          |  |
| 6. John Green                   | 12. Ralph Green |                                                    |                                                        |  |  |       |  |  |                                       |  |  |                                          |  |
|                                 |                 | 13. Sarah Leigh                                    | ...                                                    |  |  |       |  |  |                                       |  |  |                                          |  |
|                                 |                 | 13. Sarah Leigh                                    | ...                                                    |  |  |       |  |  |                                       |  |  |                                          |  |
|                                 |                 | 13. Sarah Leigh                                    | ...                                                    |  |  |       |  |  |                                       |  |  |                                          |  |
| 3. Alice Green                  |                 | 13. Sarah Leigh                                    |                                                        |  |  |       |  |  |                                       |  |  |                                          |  |
|                                 |                 | 14. Uriah Forrest                                  | 28. Thomas Forrest                                     |  |  |       |  |  |                                       |  |  |                                          |  |
|                                 |                 | 14. Uriah Forrest                                  | 28. Thomas Forrest                                     |  |  |       |  |  |                                       |  |  |                                          |  |
|                                 |                 | 14. Uriah Forrest                                  | 29. Henrietta Raley                                    |  |  |       |  |  |                                       |  |  |                                          |  |
| 7. Nancy Forrest                |                 | 14. Uriah Forrest                                  |                                                        |  |  |       |  |  |                                       |  |  |                                          |  |
|                                 |                 | 15. Rebecca Plater                                 | 30. George Plater                                      |  |  |       |  |  |                                       |  |  |                                          |  |
|                                 |                 | 15. Rebecca Plater                                 | 30. George Plater                                      |  |  |       |  |  |                                       |  |  |                                          |  |
|                                 |                 | 15. Rebecca Plater                                 | 31. Elizabeth Ann Rousby                               |  |  |       |  |  |                                       |  |  |                                          |  |
|                                 |                 | 15. Rebecca Plater                                 |                                                        |  |  |       |  |  |                                       |  |  |                                          |  |